# Grigorij Camblak
Grigorij Camblak, oppure Gregory Tsamblak (Veliko Tărnovo, 1364 – Njameu, 1419), è stato uno scrittore e religioso bulgaro.

## Biografia
Probabilmente fu istruito a Trnovo e a Costantinopoli. Nel 1401 fu inviato a Suceava dal patriarcato bizantino per migliorare i rapporti con la chiesa moldava.
Nel febbraio 1418 Camblak partecipò al Concilio ecumenico di Costanza. Successivamente fu accusato di tendenze uniate dalla chiesa moscovita. Per evitare la persecuzione abdicò da tutte le sue funzioni e cariche religiose e probabilmente morì poco dopo.
I suoi lavori sono considerati importanti e significativi non solamente per la letteratura bulgara e per la cultura del suo paese, ma anche per quelle delle nazioni dove soggiornò, soprattutto per la Serbia.
Le sue opere furono intrise non solo di riferimenti spirituali, di eventi religiosi contemporanei, ma anche di eventi della storia politica, in particolar modo di collegamenti con la caduta dell'Impero bulgaro per opera degli ottomani.
Tra le opere più apprezzate di Camblak si possono menzionare il Panegirico di Cipriano (Pochvalno slovo za Kiprijan), una biografia di suo zio, il metropolita di Kiev; il Panegirico del patriarca Eutimio (Pochvalno slovo za patriarch Evtimij), commosso ricordo del grande maestro di Camblak, oltre che prezioso approfondimento della vita politica contemporanea.
I suoi sermoni principali furono il Sermone per la Domenica delle palme, il Sermone per l'Ascensione, il Sermone per la Trasfigurazione di Gesù, il Sermone per l'Assunzione di Maria, il Sermone per l'Elevazione della Croce, il Sermone per la festa di San Demetrio e il Sermone per la Confessione di fede.

## Opere
- Panegirico di Cipriano (Pochvalno slovo za Kiprijan);
- Panegirico del patriarca Eutimio (Pochvalno slovo za patriarch Evtimij);
- Sermone per la Domenica delle palme;
- Sermone per l'Ascensione;
- Sermone per la Trasfigurazione di Gesù;
- Sermone per l'Assunzione di Maria;
- Sermone per l'Elevazione della Croce;
- Sermone per la festa di San Demetrio;
- Sermone per la Confessione di fede.